# Dikka

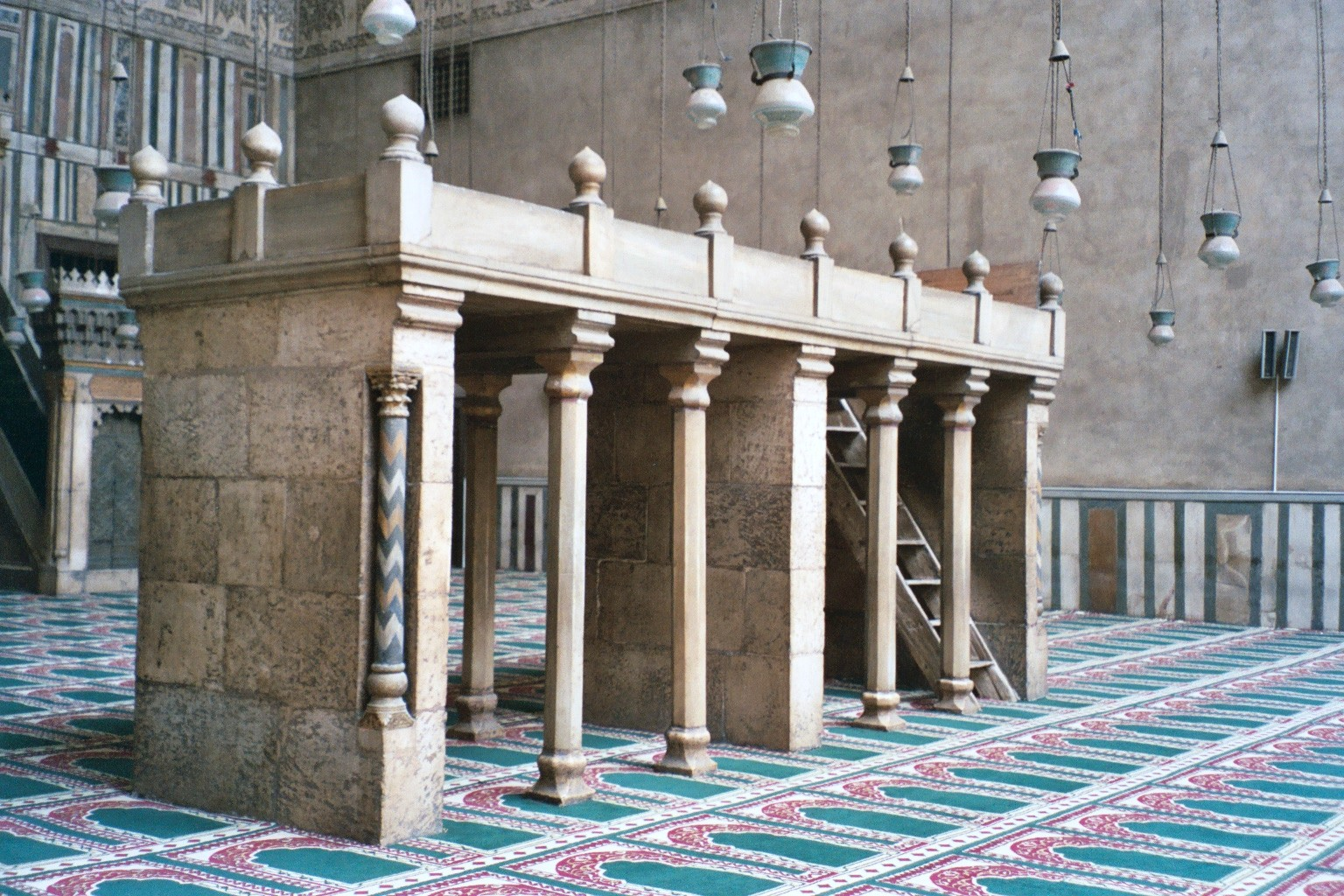
Dikka della moschea Sultan Hasan

Dikka è un termine usato nell'architettura islamica per indicare una tribuna rialzata su colonne, da cui l'imam della moschea recita il Corano oppure intona la preghiera.